# Koh Rong Samlon
Koh Rong Samlon es una isla de la costa de Sihanoukville, en el país asiático de Camboya. Incluye una gran bahía con forma de corazón donde se crían crustáceos y con playas en la costa norte hacia Koh Rong.
En Koh Rong Samloem se encuentra la Organización de Conservación Marina de Camboya, que trabaja con los pobladores locales con el fin de proteger la vida marina única en toda la isla.
Se puede llegar en barco desde SihanoukVille, alberga un pequeño pueblo pesquero, con tres playas principales y varias playas pequeñas deshabitadas casi en su totalidad.
Actualmente, sólo una empresa realiza viajes a la isla, donde se ofrece la posibilidad de practicar el buceo.